# Liste der Schweizer christkatholischen Bischöfe
Die folgenden Personen waren Bischöfe der Christkatholischen Kirche in der Schweiz (ab 1875).
| Bischöfe          | von  | bis  | Bemerkungen |
| ----------------- | ---- | ---- | ----------- |
| Eduard Herzog     | 1875 | 1924 |             |
| Adolf Küry        | 1924 | 1955 |             |
| Urs Küry          | 1955 | 1972 |             |
| Léon Gauthier     | 1972 | 1986 |             |
| Hans Gerny        | 1986 | 2002 |             |
| Fritz-René Müller | 2002 | 2009 |             |
| Harald Rein       | 2009 | 2023 |             |
| Frank Bangerter   | 2024 |      |             |